# Sistemul european de informații și de autorizare privind călătoriile
Sistemul european de informații și de autorizare privind călătoriile (ETIAS) este o condiție de intrare introdusă de Uniunea Europeană pentru cetățenii scutiți de viză care călătoresc în Spațiul Schengen și Cipru.
ETIAS este similar cu alte autorizații electronice de călătorie, de exemplu ESTA în Statele Unite , precum și cu sistemele implementate de Australia, Canada și Noua Zeelandă și planificate de Regatul Unit.
Se preconizează că ETIAS va deveni operațional în 2026. După operaționalizarea sistemului vor exista perioade de tranziție și, respectiv, de grație de șase luni. 

## Istoric
Ideea unui sistem electronic de autorizare a călătoriilor a fost propusă prima dată de Comisia Europeană în 2016. 
ETIAS a fost instituit în mod oficial prin Regulamentul (UE) 2018/1240 al Parlamentului European și al Consiliului din 12 septembrie 2018.

## Domeniul de aplicare geografic

### Țările europene care solicită ETIAS
30 de țări europene vor solicita călătorilor scutiți de viză să dețină o autorizație de călătorie ETIAS. Acestea sunt:
- Austria
- Belgia
- Bulgaria
- Croatia
- Cipru
- Cehia
- Danemarca
- Estonia
- Finlanda
- Franța
- Germania
- Grecia
- Ungaria
- Islanda
- Italia
- Letonia
- Liechtenstein
- Lituania
- Luxemburg
- Malta
- Țările de Jos
- Norvegia
- Polonia
- Portugalia
- România
- Slovacia
- Slovenia
- Spania
- Suedia
- Elveția

### Naționalități eligibile
Resortisanții țărilor din afara UE, care sunt scutiți de deținerea unei vize, trebuie să solicite o autorizație de călătorie ETIAS. Acestea sunt:
- Albania
- Antigua și Barbuda
- Argentina
- Australia
- Bahamas
- Barbados
- Bosnia și Herțegovina
- Brazilia
- Brunei
- Canada
- Chile
- Columbia
- Costa Rica
- Dominica
- El Salvador
- Georgia
- Grenada
- Guatemala
- Honduras
- Hong Kong
- Israel
- Japonia
- Kiribati
- Macao
- Malaysia
- Insulele Marshall
- Mauritius
- Mexic
- Micronezia
- Moldova
- Muntenegru
- Noua Zeelandă
- Nicaragua
- Macedonia de Nord
- Palau
- Panama
- Paraguay
- Peru
- Sfântul Cristofor și Nevis
- Saint Lucia
- Sfântul Vincențiu și Grenadinele
- Samoa
- Serbia
- Seychelles
- Singapore
- Insulele Solomon
- Coreea de Sud
- Taiwan
- Timorul de Est
- Tonga
- Trinidad și Tobago
- Tuvalu
- Ucraina
- Emiratele Arabe Unite
- Regatul Unit
- Statele Unite ale Americii
- Uruguay
- Venezuela

## Cererea pentru ETIAS
Călătorii scutiți de viză vor trebui să completeze un formular online utilizând site-ul oficial al ETIAS (https://travel-europe.europa.eu/etias_en) sau aplicația mobilă oficială.
Cererea de autorizație de călătorie ETIAS costă 7 EUR. Solicitanții cu vârsta sub 18 ani sau peste 70 de ani sunt scutiți de plată. Membrii de familie ai cetățenilor UE sau ai resortisanților țărilor terțe care au dreptul de a circula liber pe întreg teritoriul Uniunii Europene sunt, de asemenea, scutiți de taxa de cerere..
Se preconizează că majoritatea aplicațiilor ETIAS vor fi prelucrate în câteva minute. În unele cazuri, procesul poate dura până la 14 zile dacă solicitantului i se cere să furnizeze informații sau documente suplimentare pentru a-și susține cererea sau până la 30 de zile dacă este invitat la un interviu.
Autorizația de călătorie ETIAS va însoți pașaportul călătorului. Este valabilă 3 ani sau până la expirarea pașaportului în baza căruia s-a solicitat autorizația, în funcție de data care survine mai întâi. În situația în care un călător își înlocuiește pașaportul și obține altul, atunci trebuie să obțină o nouă autorizație de călătorie ETIAS.
Cu o autorizație de călătorie ETIAS valabilă, călătorii scutiți de viză pot intra pe teritoriul celor 30 de țări europene de câte ori doresc pentru șederi pe termen scurt – în mod normal, pentru maximum 90 de zile în orice perioadă de 180 de zile. Însă, prin prezentarea autorizației ETIAS intrarea în țară nu este garantată. Atunci când se prezintă la control, la frontieră, polițistul de frontieră solicită călătorilor să prezinte pașaportul cât și alte documente necesare, după caz, și va verifica dacă sunt îndeplinite condițiile de intrare conform Codul frontierelor Schengen. 
Solicitanții unei autorizații ETIAS au dreptul la contestație dacă cererea lor este refuzată ori autorizația este revocată sau anulată. Contestațiile vor fi soluționate de autoritățile competente din țările europene care solicită ETIAS. 
Uniunea Europeană a avertizat călătorii cu privire la site-urile neoficiale ale ETIAS, susținând că în timp ce unele site-uri sunt gestionate de entități autentice, altele pot acționa în mod necinstit.  

## Linkuri externe
- |Site-ul oficial Sistemul european de informații și de autorizare privind călătoriile (ETIAS)